# Projeto Longshot
O Projeto Longshot foi um projeto conceitual de uma nave espacial interestelar não tripulada prevista para viajar para a estrela Alfa Centauri impulsionada pela propulsão nuclear de pulso. Desenvolvido pela Academia Naval dos Estados Unidos e pela NASA em 1987 - 1988, o Longshot foi projetado para ser construido na Estação Espacial Freedom o precursor para a atual Estação Espacial Internacional. Ao contrário do Projeto Daedalus, o Longshot foi desenvolvido usando somente a tecnologia já existente, embora alguns melhoramentos teriam sido necessários.
Ao contrário do motor do Daedalus de fusão de ciclo fechado, o Longshot usaria um reator de força  movido a fusão nuclear. Inicialmente gerando 300 kilowatt, o reator acionaria um número de lasers que iniciariam a ignição do confinamento inercial, similar ao do Daedalus.
O reator também poderia ser utilizado para alimentar um laser para comunicações enviadas para a Terra, com o limite máximo de 250 killowatts. Na maior parte da viagem uma quantidade reduzida de energia seria utilizada para as comunicações de dados pelo meio interestelar, mas durante o sobrevoo da seção do motor principal seria descartada e a capacidade de energia seria inteiramente dedicada para comunicações a aproximadamente 1 kilobit por segundo.
Longshot teria uma massa de 396 toneladas no início da missão, incluindo 264 toneladas de hélio-3/deutério como combustível propulsor. A carga útil da missão que, incluia um reator de fissão que teria uma massa de aproximadamente 30 toneladas.
Uma diferença entre as missões Longshot e Daedalus e que a primeira entraria na órbita da estrela, enquanto que a segunda faria um rasante cuja duração é relativamente menor.
A viagem para a órbita de Alfa Centauri B levaria cerca de 100 anos, numa velocidade de aproximadamente 13411 km/s, cerca de 4,5 % da velocidade da luz e outros 4,39 anos seriam necessários para que os dados chegassem a Terra.